# Sala di San Giorgio

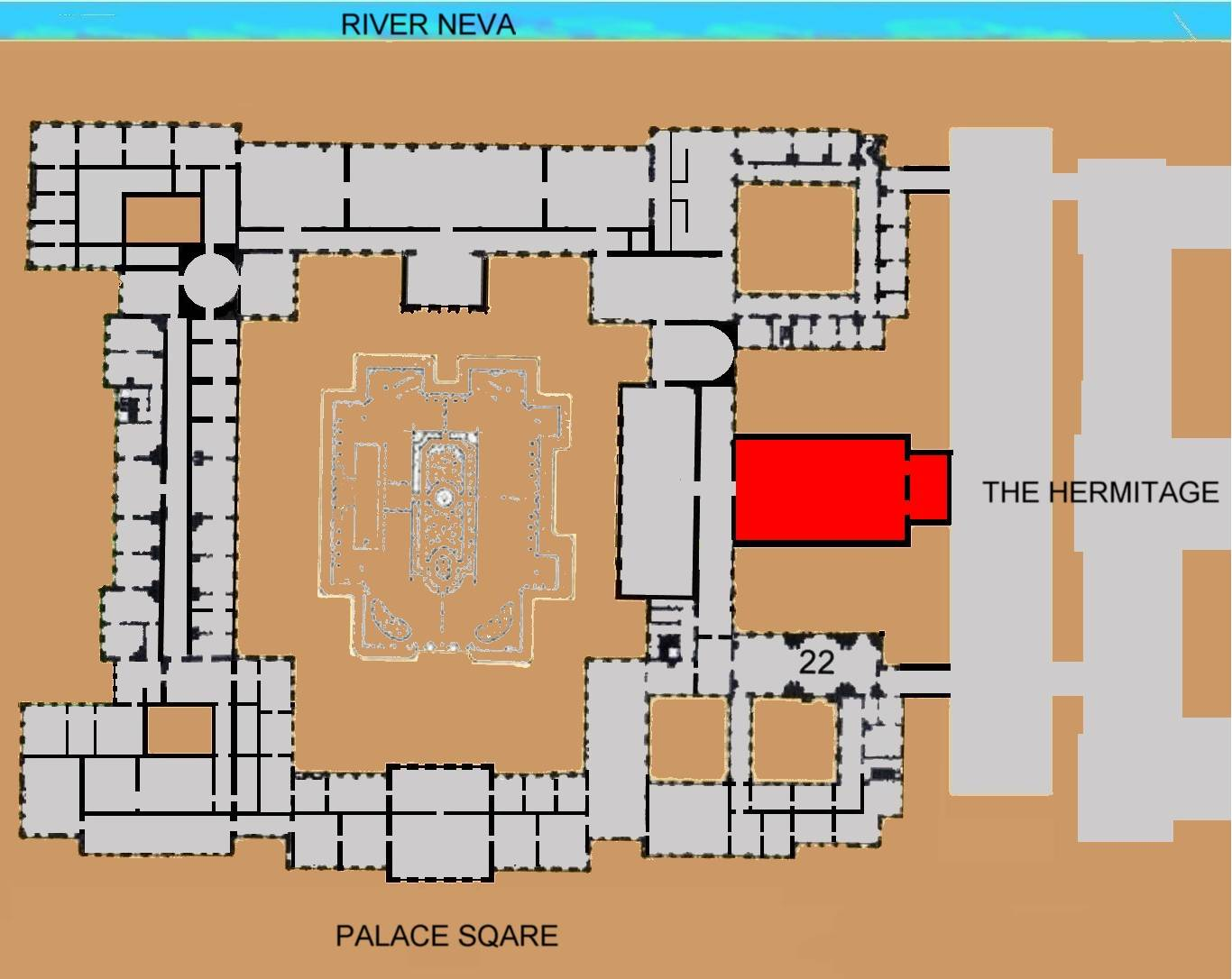
La St George's Hall e l'Apollo Room all'interno del palazzo del Museo Ermitage di San Pietroburgo.

La Sala di San Giorgio (nota anche come la Sala del Grande Trono) è la sala di rappresentanza più grande del Palazzo d'Inverno di San Pietroburgo. Situata all'interno del Museo dell'Ermitage di San Pietroburgo, vi si arriva passando per la più piccola sala chiamata Sala di Apollo.
Il colorato design degli interni Neoclassici della Sala del Trono degli Zar di Russia, che è stato eseguito da Giacomo Quarenghi tra il 1787 e il 1795, andò perduto nell'incendio del 1837 che sventrò gran parte dell'interno del palazzo d'Inverno. In seguito all'incendio, l'architetto russo Vasily Stasov fu incaricato di supervisionare il restauro e la ricostruzione del palazzo. Pur mantenendo le caratteristiche architettoniche dettate dall'esterno del palazzo, ha completamente ridisegnato l'interno in uno stile classico più semplice. Sostituì le colonne di marmo policromo con quelle di marmo italiano bianco di Carrara. I soffitti dipinti originali, raffiguranti scene allegoriche, erano stati completamente persi nel fuoco, consentendo a Stasov di introdurre un soffitto semplice con abbellimenti dorati.
Con il gioco del marmo bianco, grigio, rosso pallido e blu e i brillanti dettagli in bronzo dorato, il parquet decorato da una varietà di legni pregiati, la sala del trono degli Zar di tutta la Russia, uno dei regni più grandi del mondo per territorio, era la più grande meraviglie del Palazzo d'Inverno. Il soffitto è stato decorato con un plafond dall'italiano Giambattista Pittoni voluto fortemente dall'Imperatrice Caterina II di Russia. Il trono disegnato dall'italiano Giacomo Quarenghi per l'imperatrice Caterina II si trovava all'estremità della stanza e sopra di esso c'erano figure allegoriche che reggevano uno scudo con il monogramma di Caterina la Grande, entrambi realizzati da Giambattista Pittoni.
La St George's Hall, era la principale sala del trono del palazzo, fu teatro di molte delle cerimonie più formali ed importanti della corte imperiale degli Zar di Russia. Fu l'ambientazione dell'apertura della Prima Duma di Stato di Nicola II, nel 1906. Lo zar fu costretto ad accettare l'istituzione di una Duma come concessione al suo popolo nel tentativo di scongiurare la rivoluzione. Tuttavia, la famiglia imperiale la vide come "la fine dell'autocrazia russa".
Era la prima volta che il popolo russo veniva ammesso al palazzo senza limitazioni: un'esperienza all'epoca surreale, sia per i contadini che per la famiglia imperiale. La sorella dello zar, che stava con la famiglia imperiale sui gradini del trono, ha ricordato le masse di proletari russi che riempivano la sala: "Sono andato con mia madre Maria Feodorovna (Dagmar di Danimarca) alla prima riunione della Duma. Ricordo il folto gruppo di deputati tra contadini e operai. I contadini sembravano imbronciati. Ma gli operai erano peggio: sembrava che ci odiassero. Ricordo l'angoscia negli occhi di Alix of Hesse." Il ministro della Corte, il Conte Vladimir Frederiks disse : "I deputati danno l'impressione di una banda di criminali che aspettano solo il segnale di lanciare se stessi sui ministri e tagliargli la gola. Non metterò mai più piede tra quella gente".
Dietro il trono si trova la piccola Sala Apollo. Questa anticamera è il piano superiore di un ponte che collega il palazzo al Museo Eremitage. Questa stanza ha un soffitto a cassettoni decorato con stucchi.
Oggi, come parte del Museo statale dell'Ermitage, questa stanza conserva lo schema decorativo creato da Stasov.